# Drive thru-restaurant
En drive thru-restaurant er en restaurant hvor man kan bestille, betale og få udleveret sin mad direkte fra vinduet af sin bil, uden man behøver at forlade bilen. 
Det er typisk fast food-kæder der driver drive thru-restauranter. Konceptet stammer fra USA (drive thru betyder køre igennem – thru er en amerikanisering af det engelske ord through).
Mest populære og kendte er McDonald's drive thru-restauranter, kaldet McDrive. Det var især disse restauranter der introducerede konceptet i Danmark i 1990'erne. Siden har også Burger King åbnet flere drive thru-restauranter.
Drive thru-restauranterne ligger typisk i selvstændige bygninger – eller i en del af en anden bygning hvor der er let adgang med bil. Meningen er at man i sin bil kan køre helt op ved siden af bygningen, afgive sin bestilling i en mikrofon eller i et vindue, køre videre og betale i et andet vindue, og til sidst få udleveret sin mad ved det sidste vindue.
Dette gør det nemt, hurtigt og bekvemt lige at købe noget mad med på vejen, men giver samtidig et forstærket image af mad på samlebånd.
Selve samtaleanlægget hvor maden bestilles, og en medarbejder svarer med mekanisk stemme, har givet anledning til mange jokes og satire.